# Плаво-жута ара
Плаво-жута ара или плаво-жути макао (лат. Ara ararauna) је врста папагаја, такође позната као плаво-златна ара. Њихово најчешће станиште је шума (посебно варзеа, али и на отвореним деловима Тера Фрија) и тропских шума у Јужној Америци са Тринидадa и Венецуеле јужно до Бразилa, Боливије и Парагваја. Она се једва протеже у Средњој Америци, где је ограничена на Панаму.